# The Hurting
| Recensione | Giudizio       |
| ---------- | -------------- |
| AllMusic   | [ 1 ]          |
| Ondarock   | Pietra miliare |

The Hurting è il primo album in studio del gruppo musicale britannico Tears for Fears, pubblicato il 7 marzo 1983 dalla Mercury Records.

## Descrizione
L'album offre canzoni basate sull'uso del sintetizzatore e testi che riflettono l'infanzia amara e l'educazione vissuta da Roland Orzabal. Nel Regno Unito ebbe un largo impatto e raggiunse il 1º posto in classifica. Da quest'album provengono le prime grandi hit: Mad World, Change e Pale Shelter.
L'album The Hurting si può definire un concept album: il concept attorno al quale ruota è proprio l'hurting (il verbo inglese to hurt vuol dire "farsi male, soffrire").
Nelle canzoni sono temi ricorrenti il dolore, il sentirsi prigioniero, l'incomprensione.

## Tracce
Testi e musiche di Roland Orzabal, eccetto dove diversamente indicato.
1. The Hurting - Voce: Roland e Curt
2. Mad World - Voce: Curt
3. Pale Shelter - Voce: Curt
4. Ideas As Opiates - Voce: Roland
5. Memories Fade - Voce: Roland
6. Suffer the Children - Voce: Roland
7. Watch Me Bleed - Voce: Roland
8. Change - Voce: Curt
9. Prisoner - Voce: Curt
10. Start of the Breakdown - Voce: Roland

## Edizione 30º anniversario
Nel 2013, per il trentennale della pubblicazione del disco, uscirono due versioni speciali del disco: la prima includeva l'album originale rimasterizzato e un disco bonus contenente varie tracce scartate, remix e b-side; mentre la seconda includeva i due CD precedenti ma con un terzo contenente delle registrazioni dal vivo dell'epoca mai pubblicate ed il video live In My Mind's Eye, già pubblicato in VHS nel 1984, rimasterizzato in DVD.

### Edizione doppio disco
Disco 1 (album originale rimasterizzato)
Disco 2 (Singles & B-Sides)
1. Suffer The Children (Original Version)
2. Pale Shelter (Original Version)
3. The Prisoner (Original 7" Version)
4. Ideas As Opiates (Alternate Version)
5. Change (New Version)
6. Suffer The Children (Remix)
7. Pale Shelter (Long Version)
8. Mad World (World Remix)
9. Change (Extended Version)
10. Pale Shelter (New Extended Version)
11. Suffer The Children (Instrumental)
12. Change (Radio Edit)
13. Wino
14. The Conflict
15. We Are Broken
16. Suffer The Children (Demo)

### Edizione deluxe box-set
La seconda edizione contiene gli stessi dischi della precedente versione.
Disco 3 (Radio Sessions & Live)
1. Ideas As Opiates (Peel Session 1/9/1982)
2. Suffer The Children (Peel Session 1/9/1982)
3. The Prisoner (Peel Session 1/9/1982)
4. The Hurting (Peel Session 1/9/1982)
5. Memories Fade (David Jensen BBC Session 20/10/1982)
6. The Prisoner (David Jensen BBC Session 20/10/1982)
7. Start Of The Breakdown (David Jensen BBC Session 20/10/1982)
8. The Hurting (David Jensen BBC Session 20/10/1982)
9. Start Of The Breakdown (Live At Oxford Apollo 8/4/1983)
10. Change (Live)

DVD (In My Mind’s Eye)
1. Start of the Breakdown
2. Mothers Talk
3. Pale Shelter
4. The Working Hour
5. The Prisoner
6. Ideas as Opiates
7. Mad World
8. We Are Broken
9. Head over Heels
10. Suffer the Children
11. The Hurting
12. Memories Fade
13. Change

## Formazione
- Roland Orzabal – voce, chitarra, tastiere, programmazione
- Curt Smith – voce, basso, tastiere addizionali
- Ian Stanley – tastiere, computer programming
- Manny Elias – batteria
- Mel Collins – sassofono

## Singoli estratti
Dall'album furono estratti, nell'ordine, i singoli:
1. Suffer the Children, novembre 1981
2. Pale Shelter, marzo 1982
3. Mad World, settembre 1982
4. Change, 1982

Nel 1983, per tenere viva l'attenzione del pubblico sulla band mentre incideva il nuovo disco Songs from the Big Chair, fu lanciato un nuovo singolo, The Way You Are, che compare su CD per la prima volta nella raccolta Saturnine, Martial & Lunatic.